# Martin Diekmann
Martin Reemt Diekmann (geb. um 1961) ist ein deutscher Biologe und Professor für Geobotanik/Vegetationskunde an der Universität Bremen.

## Leben
Diekmann machte 1980 Abitur am Gymnasium Sarstedt (Niedersachsen) und studierte ab 1982 Biologie an der Georg-August-Universität Göttingen. 1989 bis 1994 war er Doktorand am Institut für Ökologische Botanik (heute Institut für Pflanzenökologie, Evolutionsbiologisches Zentrum) der Universität Uppsala in Schweden. 1994 erhielt er seinen PhD im Fachgebiet Ökologische Botanik und erhielt 1995 eine zeitbegrenzte Anstellung als Lektor in Uppsala und an der Hochschule in Gävle. Von 1997 bis 2001 war er Biologielektor an der Hochschule in Gävle. Von 1992 bis 1998 war er Vorstandsmitglied der Schwedischen Pflanzengeographischen Gesellschaft. Im Jahr 1999 folgte eine Dozentur für Pflanzenökologie an der Technisch-Naturwissenschaftlichen Fakultät der Universität Uppsala. Seit Mai 2001 ist er Professor für Geobotanik und Vegetationskunde an der Universität Bremen, wo er seit 2006 Studiendekan des Fachbereiches 2 (Biologie/Chemie) ist.

## Arbeit

### Forschung
Diekmann und seine Arbeitsgruppe arbeiten (Stand 2011) zu Vegetations- und populationsökologischen Aspekten der Habitatfragmentierung, dem Einfluss von Luftdepositionen auf Artenzusammensetzung und Artenreichtum in Wald- und Grasland-Gesellschaften sowie zur Vegetationsökologie verschiedener Pflanzengemeinschaften. Seine Arbeitsgruppe untersucht u. a. die Verschiebungen in der Physiologie und Biogeographie von Pflanzen aufgrund großräumiger klimatischer Änderungen.

### Lehre
Diekmann lehrt Biologie an der Universität Bremen. Er betreut die Veranstaltungen zur Formenkenntnis Pflanzen, zur Naturschutzbiologie und Naturschutz sowie den Ökologie-Grundkurs. Außerdem hält er Veranstaltungen zur Biodiversität, Statistik, Seminare und weitere Veranstaltungen zur Methodik der Biologie.